# Musa Kalema
Musa Kalema est un homme politique République démocratique du Congo vice ministre d'emploi et prévoyance sociale et il est député 